# Воєводські дороги в Польщі

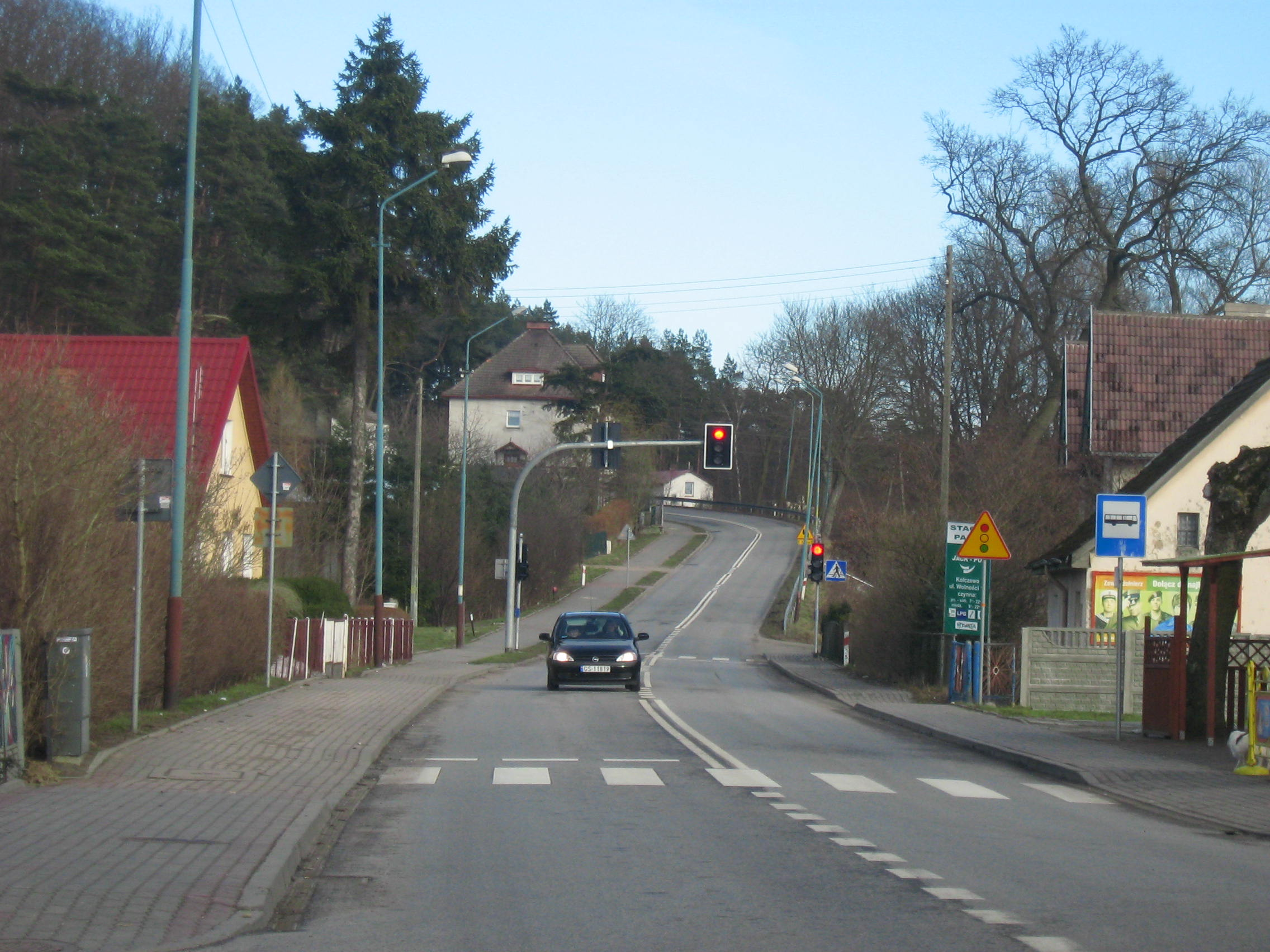
Воєводська дорога № 102 у Віселка (Західнопоморське воєводство)

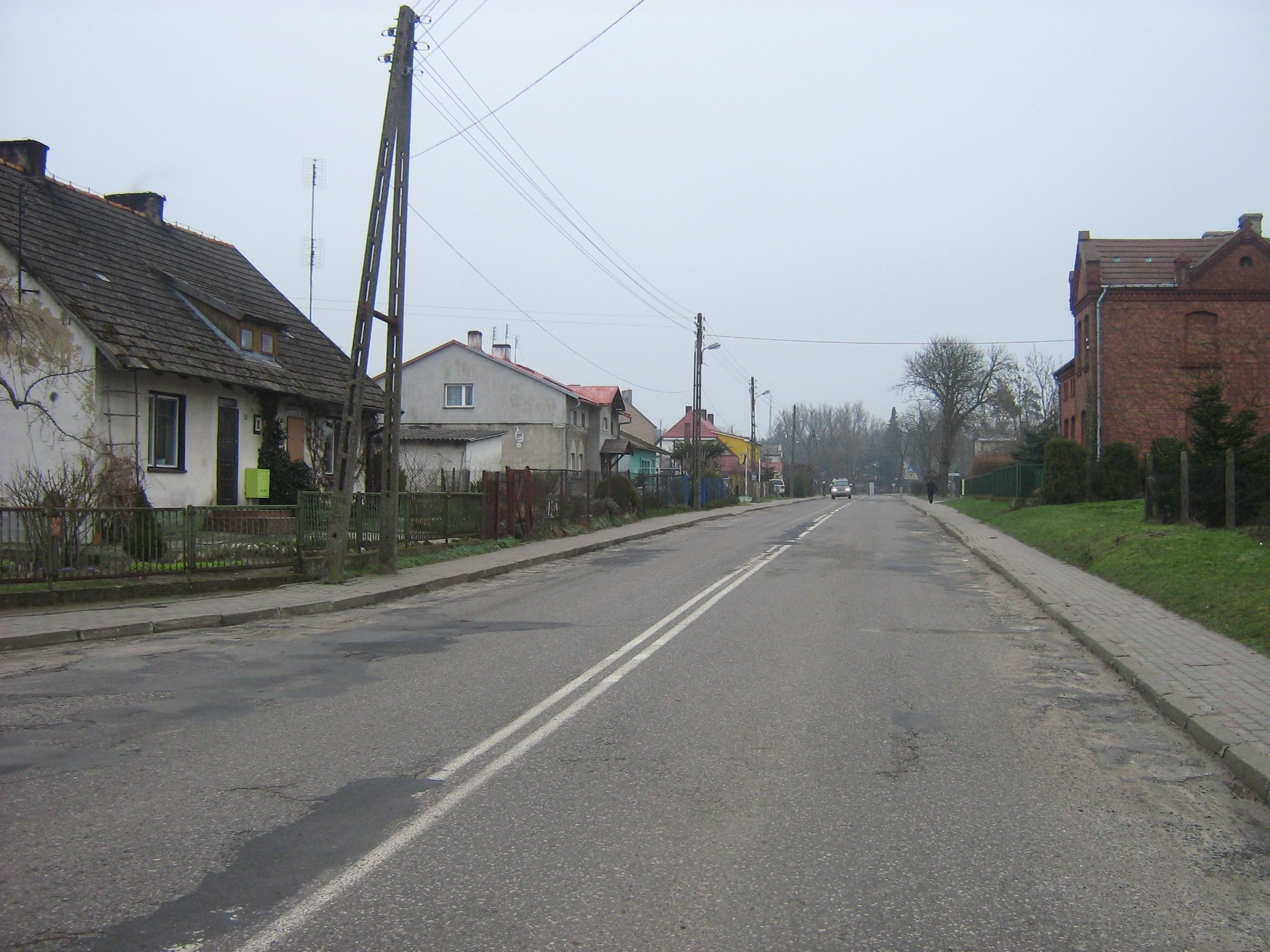
Воєводська дорога № 103 у Сьвежно (Західнопоморське воєводство)

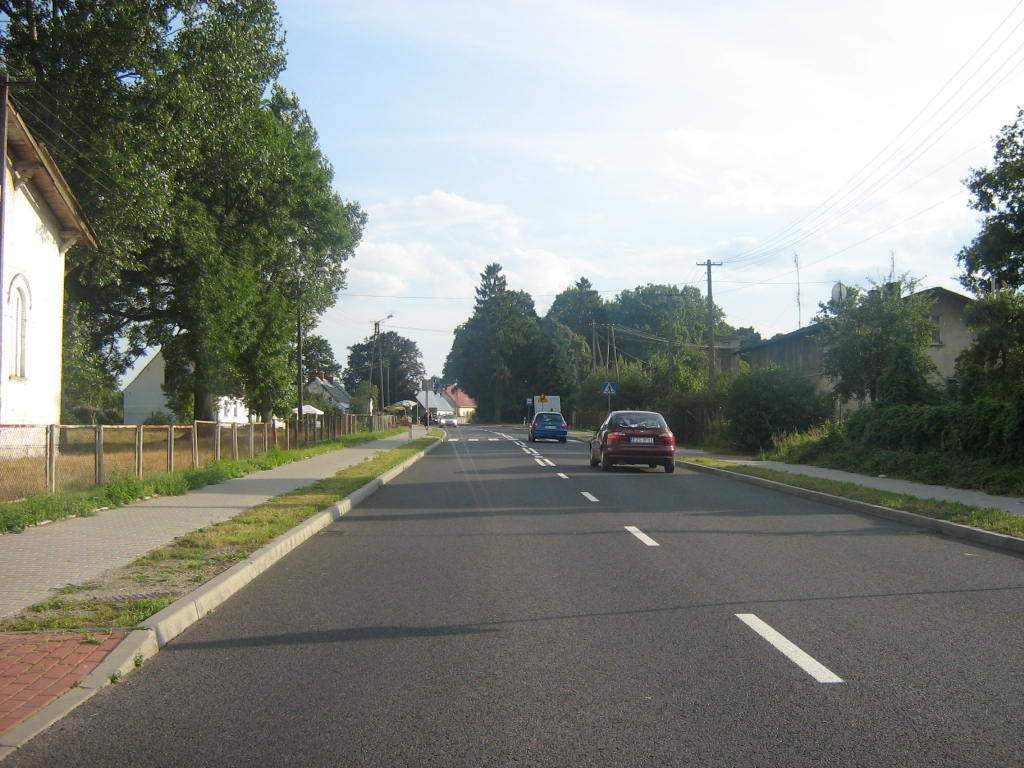
Воєводська дорога № 107 у Доброполі (Західнопоморське воєводство, Кам'янський повіт)

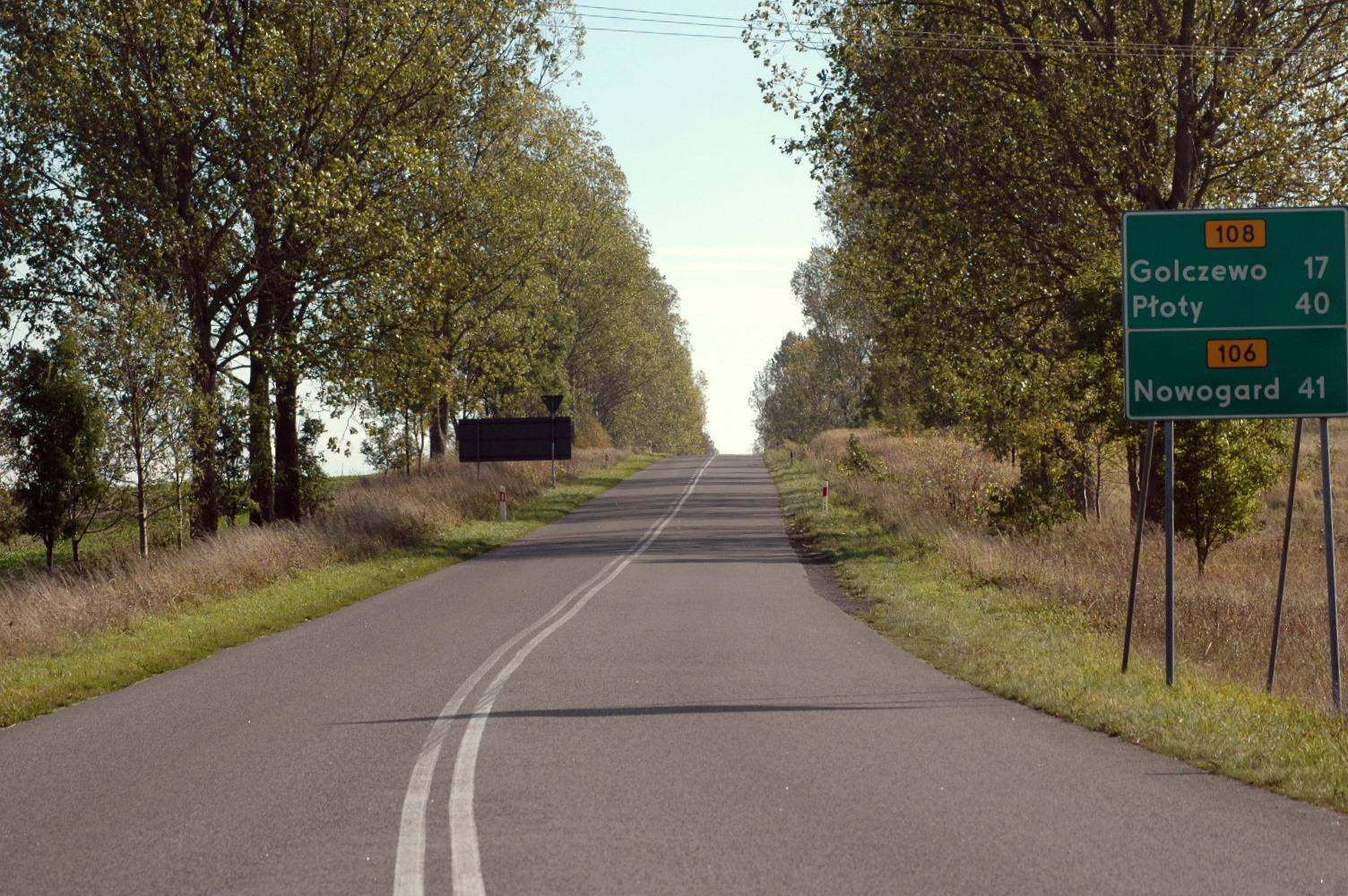
Воєводські дороги № 106 і 108 (Західнопоморське воєводство)

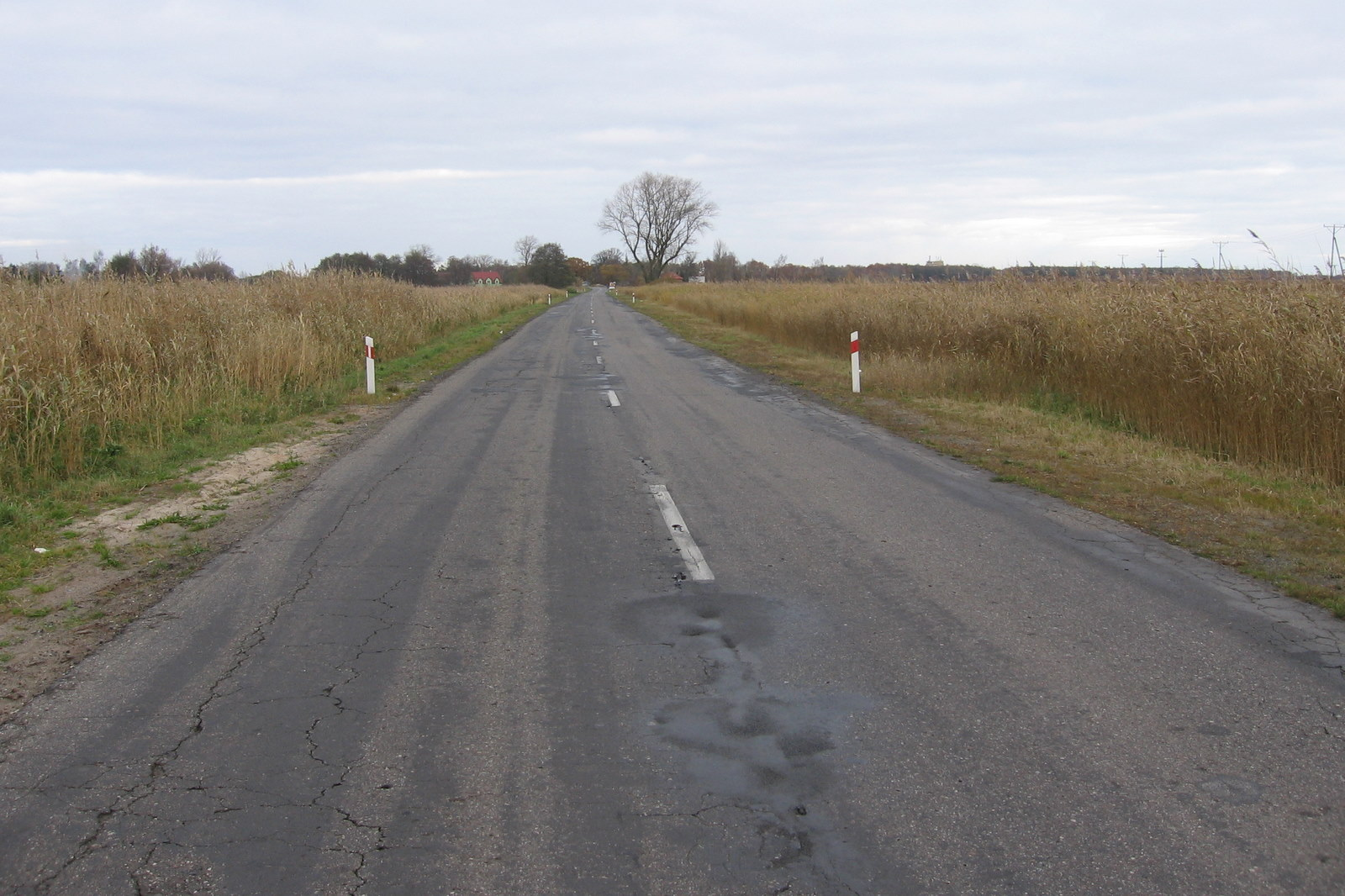
Воєводська дорога № 109

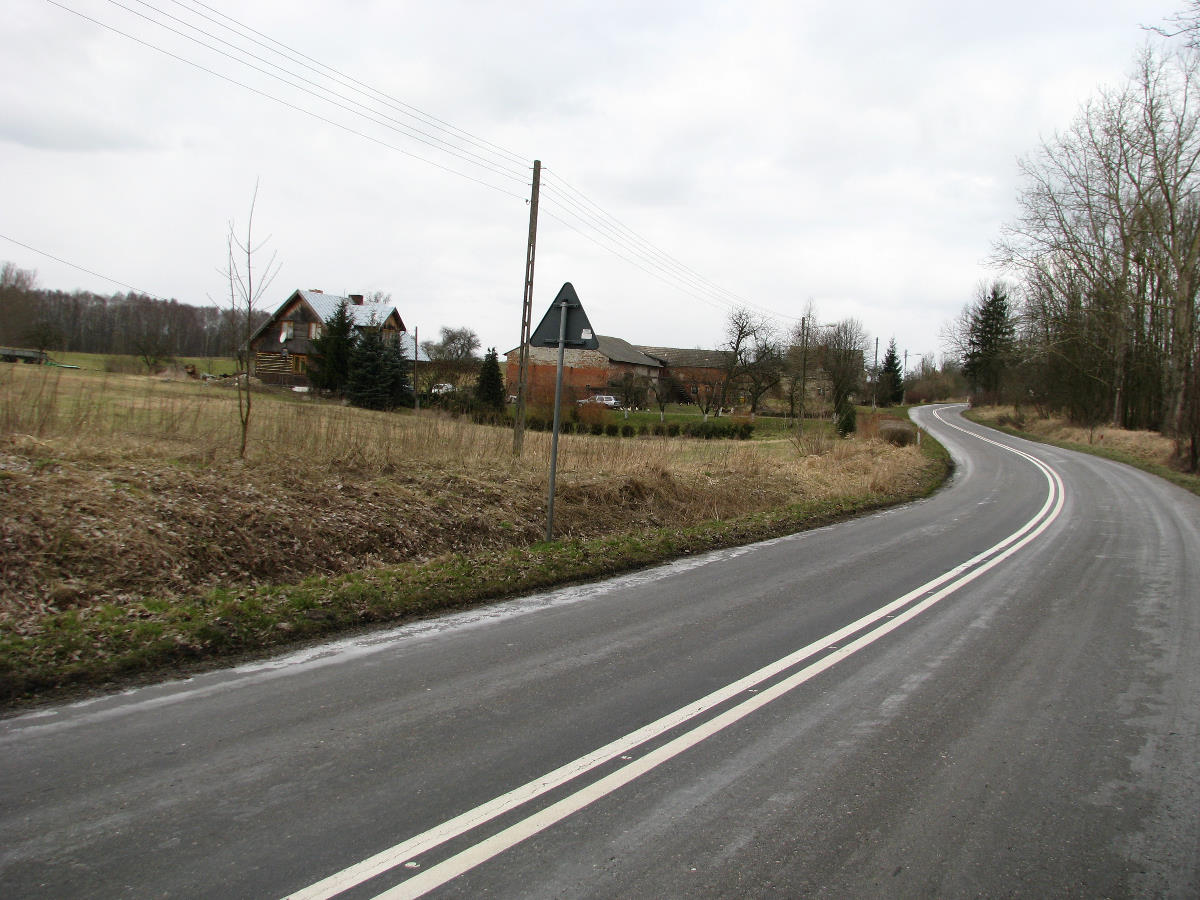
Воєводська дорога № 151 у Суліборку (Західнопоморське воєводство)

Воєводські дороги в Польщі — мережа доріг загального користування, що доповнюють національну систему доріг, що належить компетентному воєводському уряду.
До воєводських доріг належать дороги, що сполучають міста, важливі для воєводства, а також дороги оборонного значення, які не належать до доріг державного значення. Включення воєводських доріг до категорії та визначення їхньої траси здійснюється постановою воєводських зборів.
На воєводських дорогах рухом керує маршалок воєводства, за винятком доріг, розташованих у містах з повітовими правами, де ними керує президент міста. Збори всіх воєводств створювали свої організаційні одиниці – воєводські шляхові управління, які виконували обов'язки воєводського управителя доріг на території даного воєводства.
Воєводські дороги в Польщі мають один із двох можливих класів: GP або G.
Воєводські дороги пронумеровані дирекцією ГДДКіА. Вони позначені тризначним номером, написаним чорними цифрами на жовтому тлі (знак E-15b), хоча на межі 20-21 століть вони мали навіть чотири- та п'ятизначні маркування. До кінця 2000 року розмітка провінційних доріг також могла мати ті ж кольори, що й у випадку національних доріг. Вказівники, що вказують на провінційні дороги, мають зелене тло.
Найдовшою провінційною дорогою є дорога № 835 (220 км), найкоротша – дорога № 219 (55 м).
Станом на 31 грудня 2015 року в Польщі було 29 108,6 км провінційних доріг, з них 29056,6 км були дороги з твердим покриттям, а 52 км – ґрунтові дороги.
Станом на 31 грудня 2020 року мережа воєводських доріг у Польщі становила 29 164,2 км, з них 29 126,7 км — дороги з твердим покриттям і 37,5 км — дороги з твердим покриттям.
Чинний наразі перелік доріг воєводства оголошено Розпорядженням № 31 Генерального директора доріг державного значення та автомагістралей від 15 грудня 2021 року про присвоєння номерів дорогам воєводства.

## Історія воєводських доріг
Провінційні дороги були введені в 1920 році як одна з категорій доріг загального користування. До цієї категорії були віднесені ділянки доріг економічного та комунікаційного значення для воєводств. За будівництво нової дороги, переведення всієї дороги або її фрагментів до іншої категорії зарахування воєводських доріг до категорії воєводських доріг і їх залишення відповідало воєводське товариство самоврядування.
Воєводські дороги функціонували до серпня 1956 року, коли їх віднесли до категорії державних доріг. Вони були знову введені в 1985 році, а через рік їм були присвоєні п'ятизначні номери, перші дві цифри яких були відмітною ознакою воєводства.
У 1999–2000 роках воєводські дороги мали одно-, дво-, три-, чотири- та п’ятизначні номери. Тоді найнижчий номер мала дорога № 2 з курсом дороги 719 – дорога 7 (проходить через Варшаву), а найвищий номер дороги – 47842, що сполучає Смолець із Мокроносом Дольним (потім після 2019 під номером 370).